# Cyriel Neefs
Cyriel Pieter Jozef Maria Neefs (Mechelen, 3 september 1899 - 19 maart 1976) was een Belgisch leraar en politicus voor het Katholiek Verbond van België en diens opvolger de CVP.

## Levensloop
Neefs was een zoon van een glazenier. Na de moderne humaniora te hebben gevolgd in het Sint-Romboutscollege te Mechelen (1911-1917) studeerde hij voor ingenieur (1919-1923) aan de Katholieke Universiteit Leuven. Van 1920 tot 1922 was hij voorzitter van het Katholiek Vlaams Hoogstudentenverbond in Mechelen. Hij trouwde in 1930 en had één kind.
Hij begon zijn loopbaan als leraar in het technisch onderwijs in Mechelen. Van 1931 tot 1938 was hij secretaris van Philip Van Isacker, achtereenvolgens minister van Verkeerswezen, Nijverheid en Handel, Openbare Werken en Economische Zaken.
Vanaf 1919 was hij lid van de Christelijke Werkliedenorganisatie en van 1929 tot 1944 was hij voorzitter van het ACW Mechelen. In 1945 werd hij lid van het hoofdbestuur van het ACW voor het arrondissement Mechelen. In 1937 werd hij afgevaardigd beheerder van de nv Werkmanshuis. Tijdens de Tweede Wereldoorlog behoorde hij tot een Verzetsgroep.
In 1927 werd hij gemeenteraadslid van Mechelen en van 1939 tot 1945 was hij er schepen. In oktober 1938 was hij mede-architect van een rechtse concentratie van de Mechelse KVV met het VNV en Rex om alzo een socialistisch-liberale bestuursmeerderheid te Mechelen te voorkomen. In 1944-45 werd hij aangesteld als dienstdoend burgemeester, wat op hevig protest van de socialisten stuitte. De BSP verliet dan ook het de bestuursmeerderheid. In 1959 was hij opnieuw schepen. In 1946 werd hij verkozen tot provinciaal senator voor de provincie Antwerpen en vervulde dit mandaat tot in 1965.